# Dharmapura, Arkalgud
Dharmapura là một làng thuộc tehsil Arkalgud, huyện Hassan, bang Karnataka, Ấn Độ.